# Технологии во вселенной Дюны
Технологии вселенной Дюны — ключевой аспект техники в научно-фантастическом романе Фрэнка Герберта «Вселенная Дюны». Задумки и изобретения Герберта были проанализированы и подвергнуты критике в книге «Наука Дюны» (Science of Dune) (2008). Роман «Дюна» (1965) считается одним из величайших творений научной фантастики и самым продаваемый научно-фантастический роман в истории. «Дюна» и его 5 сиквелов, среди прочих тем исследуют все стороны проявления и взаимодействия политики, религии, экологии и технологий. Батлерианский Джихад — событие в предыстории Гербертовской вселенной, привёл к запрету некоторых технологий, главным образом мыслящих машин, — общий термин для компьютеров и искусственного интеллекта. Этот запрет оказал серьёзное влияние на природу вымышленных технологий Фрэнка Герберта. В «Дюне», через 10 000 лет после Батлерианского Джихада, остаётся неизменной заповедь:
«Не создавай машин подобных человеческому разуму» (Дюна, «Технологии Империи: Батлерианский Джихад» , Фрэнк Герберт (1965)

## Атомик

Адское пламя в действии
(т/с «Дети Дюны», 2003)

Атомик — термин, используемый для обозначения ядерного оружия во «Вселенной Дюны». Как и ядерное оружие нашего времени, атомик, вероятно, получает разрушающую силу от ядерной реакции деления ядра и термоядерной реакции. Фрэнк Герберт так же отметил, что «радиация задерживается» после применения этого оружия. Однако, автор никогда не вникал в принципы работы и специфику этой технологии и не описал возможное её развитие в далёком будущем во «Вселенной Дюны».
В начале романа «Дюна», Великие дома Ландсраада имеют «фамильные атомики» в качестве семейных реликвий, поддерживающие безопасность и являющиеся последним козырем в их войнах. Хотя такое оружие необходимо для поддержания безопасности, его использование против людей нарушает главный запрет «Великой Конвенции» (Всемирное перемирие должно сохранять баланс, поддерживаемый Космической гильдией, Великими Домами и Империей). Пол Атрейдес упоминает в «Дюне», что в «Великой Конвенции» чётко сказано: «Использование атомика против людей может стать причиной планетарной катастрофы». Атомик является своего рода способом устрашения и сдерживающем фактором для начала крупных войн. Любой Дом, который грубо нарушит «Великую Конвенцию» (например: будет открыто использовать атомик во время войны), будет подвергнут мощному возмездию со стороны других Домов. В эпиграфе «Мессии Дюны» (1969) Пол говорит: «Любая Семья в моей Империи может развернуть свои атомики так, чтобы можно было уничтожить 50 и более баз других Семей».
Камнежог, Адское пламя (англ. Stone burner) — один из видов атомного оружия, мощность взрыва и радиация которого регулируется в зависимости от желаемого эффекта. Во время взрыва камнежог испускает J-лучи, из-за которых у тех выживших, которые случайно видели вспышку, полностью выжигает глаза. При достаточной мощи, взрыв камнежога может дойти до ядра планеты и уничтожить её: «Пол молчал, размышляя о том, что может натворить это оружие. Если атомного топлива окажется слишком много, оно может проплавить кору планеты. Магматический слой на Дюне залегал достаточно глубоко, но это лишь увеличивало опасность. Вырываясь на волю, расплавленные породы могли расколоть даже планету, оставив на её месте в пространстве облако мертвых камней и клочья безжизненной плоти.» (оригинал: Paul remained silent, thinking what this weapon implied. Too much fuel in it and it’d cut its way into the planet’s core. Dune’s molten level lay deep, but the more dangerous for that. Such pressures released and out of control might split a planet, scattering lifeless bits and pieces through space.)

### Оригинальные серии
В «Дюне» Пол использует атомик на Арракисе, чтобы взорвать Старое ущелье, находящийся в Арракийской Барьерной Стене. Он считает, что этот поступок не противоречит Великой Конвенции, так как применение атомика не было направлено против людей, а против «природных особенностей пустыни». Адское пламя было использовано в попытке убить Пола в романе «Мессия Дюны». Он выжил, но ослеп на всю оставшуюся жизнь. В романе «Бог-император Дюны» Лето Атрейдес II отмечает тот факт, что с момента его 3500-летнего правления, он обнаружил все виды атомиков и спрятал их в безопасном месте
.

### Приквелы
В приквел-трилогии «Прелюдия к Дюне» Брайна Герберта и Кевина Джей Андерсона (1999—2001) было показано отступничество Дома от Ландсраада, что привело к разрушению столицы Падишах-Императора на планете Салуса Секундус с применением атомика, тем самым сделав планету непригодной для жизни. Падишах-Император Хассик III перенёс свой тронную резиденцию на планету Кайтайн, в дальнейшем атаковав Дом, который впоследствии был полностью уничтожен. Во время серии событий, произошедших в 10 175 ПГ, Падишах-Император Шаддам IV использовал атомики для уничтожения искусственной исследовательской луны Короны, принадлежавшей Дому Ричез. Часть плана Шаддама была направлена на установление им собственной монополии на спайс. Взрыв ослепил четверть населения планеты Ричез, в результате появившегося яркого света, вызванного уничтожением отражателей, размещавшихся на Короне. Наконец, преследуемый граф Доминик Верниус планирует использовать атомик, чтобы напасть на Капитан. Когда его скрытая база на Аракисе была обнаружена сардаукарами, Верниус привёл в действие адское пламя, чтобы уничтожить себя вместе с сардаукарами.
«Легенды Дюны» — приквел-серии (2002—2004), утверждают, что первая победа людей в Батлерианском джихаде — крестовый поход против мыслящих машин, произошла в 200 БГ, благодаря уничтожению Земли и её Омниуса посредством применения атомщика. «Импульсный атомщик» был применён против светофильтров схемотехники (англ. gel circuitry) мыслящих машин, а также в конце войны, при освобождении каждой планеты от их контроля. Впоследствии применение атомика было запрещено Великой Конвенцией из-за гибели миллионов людей. Это также поспособствовало вражде между Харконненами и Атрейдесами.

## Аксолотль-чан
Аксолотль-чаны (англ. Axlotl tanks) — наиболее выдающееся достижение Тлейлаксу, примитивные варианты которого были разработаны задолго до того, как Тлейлаксу был открыт Космической гильдией. Это произошло во времена, когда Тлейлаксу с помощью генетических манипуляций производили низшие формы — троллей, тир Гойя и торакса (tralls, thirgoya, tharaxu) для «поддержки» своего досконально продуманного социального порядка. Поэтому аксолотль-чан — результат долгой эволюции важного генетического исследования и производства, в котором низшие социальные формы являлись подопытными объектами.
Аксолотльная технология не сводилась только к «чану», который был не намного лучше, чем искусственная матка. В действительности чаны были всего лишь ёмкостью для конечных продуктов и позволяли проводить целый спектр действий, направленных на рекомбинацию ДНК. После того, как объект эксперимента доставали из аксолотльного раствора, результаты становились очевидны. Химический состав раствора и устройство аксолотльного чана зависели от вида изготавливаемой продукции. По мере того, как возрастали научное любопытство Тлейлаксу и запросы Империи, технология становилась более точной и совершенной.
Сначала производить таких существ, как тралли и тригойя, было довольно затруднительно. Когда Гильдия стала известной структурой, Тлейлаксу ускорил свои исследования для открытия и изучения того, что было названо Копией Образа ДНК (КОДНК), ключа к базовым механизмам и функциональности двухвитковой спирали ДНК. Манипуляции с КОДНК требовали развития передовых технологий, чего пре-Батлерианские общества одновременно и хотели, и боялись. Впоследствии это подтолкнуло Бене Гессерит заняться исследованием возможностей рекомбинации и манипуляции с двойной спиралью ДНК.
Создание трёх низших классов Тлейлаксу: траллей, тригойя и тараксу — ниже по уровню того, чего впоследствии достигли Бене Гессерит. После открытия КОДНК Космическая гильдия поставила перед Тлейлаксу такой вопрос: «Может ли манипуляция с КОДНК создать совершенную генетическую серию рулевых и навигаторов с увеличенной способностью к трансу пряности?».
Тлейлаксу создал существ, которых прямо из аксолотльных чанов помещали в «клетки предвидения», заполненные обогащённой кислородом жидкостью и парами меланжи. Эти члены Братства имели как жабры наподобие рыбьих, так и лёгкие для облегчения дыхания. Кислорода-меланжевая смесь в клетках предвидения была плотной, и впоследствии пилотам приживляли перепончатые лапы наподобие лягушачьих, чтобы они сохраняли своё равновесие. Хотя эффективность таких изменений была неоспорима, результат получился нелепым.
В технократическом обществе Бене Тлейлаксу для каждого типа манипуляций с ДНК существовал особый отдел. Одни занимались производством искажённых ментатов, другие работали на Космическую гильдию, третьи выпускали сексуальных партнеров, четвёртые — религиозной инженерией, пятые — гхолами, шестые — лицевыми танцорами, и ещё одни — программой Квисатц Хадераха. Эти и другие отделы тесно переплетались, делясь знаниями и технологиями, и представители каждого имелись в высшем органе власти Бене Тлейлаксу — Совете Уполномоченных.
Таким образом, аксолотль-чан — это скорее термин, чем определённая технология. Искусственные матки появились куда ранее этих открытий. Люди выращивались в растворах задолго до создания аксолотльных чанов. Чан не был открытием Тлейлаксу, однако, никто не смог достичь такого умения в генетическом манипулировании, какое демонстрировали Тлейлаксу. Технологии КОДНК были утеряны во время Рассеяния.

### Оригинальные серии
Чаны кратко упоминаются в романе «Мессия Дюны» (1969) как источник гхолы Дункана Айдахо. Их сущность — хорошо охраняемый Тлейлаксу секрет. Во время 3500-летнего правления Лето II, которое оканчивается в романе «Бог-император Дюны» (1981), он закупает бесчисленное множество гхол Айдахо, которые были созданы для него в этих самых чанах.
В течение 1500 лет между такими событиями, как «Бог-Император Дюны» и «Еретики Дюны» (1984), Тлейлаксу открыли метод получения искусственного спайса в своих аксолотль-чанах. Некоторые потребители меланжа, такие как Бене Гессерит, предпочитали натуральный с Арракиса тлейлаксианскому веществу, так как первый намного мощнее второго.

В «Еретиках Дюны» Майлз Тэг вспоминает, как его мать из Ордена Бене Гессерит леди Джанет говорила: «Никто никогда за пределами планет Тлейлаксу не видел среди них женщин. Удивительно, Тлейлаксу размножаются или просто полагаются на аксолотль-чаны для воспроизводства?» Майлз Тэг спросил: «Они (женщины у Тлейлаксу) существуют, или они всего лишь чаны?» Джанет подтвердила, что женщины, конечно же, существуют. Позднее, в «Еретиках Дюны», родная дочь Тэга Преподобная Мать Дарви Одраде предположила, что аксолотль-чаны, возможно, на самом деле являются «суррогатными матерями» — в какой-то степени трансформированными женщинами Тлейлаксу. Позднее гхола Дункана вспоминал свои неоднократные «рождения» из этих чанов: 
«Аксолотль-чаны! Он вспоминал возникающие время от времени яркий свет и механические ручки. Эти ручки вращали его в водовороте нового рождения, где он увидел огромную неподвижную женскую плоть — огромный лабиринт тёмных трубок, связанных с его телом и гигантскими металлическими контейнерами.»
В «Капитул Дюны» Орден Бене Гессерит заставляет последнего оставшегося мастера Тлейлаксу Скайтейла раскрыть тайну создания чанов.

### Прелюдия к Дюне
В «Прелюдии к Дюне» — приквел-трилогии (1999—2001) Брайна Герберта и Кевина Джей Андерсона, где описываются события, произошедшие до времени действия романа «Дюна», Тлейлаксу пытаются создать искусственный меланж, именуемый как «аджидамал», используя технологию чанов. Лучшие результаты были получены благодаря Бене Гессерит, которым удалось создать аксолотль-чан. Тем не менее, проект в конечном счёте потерпел неудачу.

## Кимек
Кимек (англ. cymek) — тип киборга, гибрид машины и человека в вымышленной вселенной Дюны. Они появились в приквеле трилогии «Легенды Дюны» (2002—2004), написанной Брайаном Гербертом и Кевином Джеем Андерсоном. Мозг является единственной органической частью кимека. В этой трилогии люди охотно пересаживали свои мозги в крупные механизированные тела, чтобы таким образом приобрести бессмертие.

### Легенды Дюны
11 000 лет до событий, описываемых в романе «Дюна», группа из 20 честолюбивых человек наблюдала за тем, как ввергается в упадок Старая империя, что навело их на мысль взять контроль над ней с помощью мыслящих машин. Называя себя титанами, они управляли человечеством в течение века. После того, как они стали историческими и мифическими фигурами, каждый из них получил своё собственное имя; вот некоторые из них: Агамемнон, Юнона, Аякс, Барбаросса, Данте, Геката (женщина), Джуно (женщина), Тлалок и Ксеркс.
На 10 году правления титанов их лидер Тлалок был убит при невыясненных обстоятельствах. Титаны, понимая, что они смертны, стали искать способ продления своих жизней. Джуно воодушевлялась когиторами, древними философами, чьи мозги были помещены в контейнеры, наполненные жидкостью, так что они могли долгое время предаваться размышлениям и анализу Вселенной. Титан Агамемнон стал первым кимеком: его мозг был перенесён в контейнер, который через специальные средства взаимодействия (интерфейсы) был встроен в огромную внушающую страх вооружённую структуру. В виде кимеков находилось 19 титанов, которых ничто не могло остановить. Их тираническое правление во Вселенной продолжалось ещё 90 лет. Остановившись на достигнутом, титаны сами себя низвергли и попали в рабство Омниуса — разумной компьютерной сети с широкой автономией. Омниус контролировал Вселенную 900 лет. Титаны вербовали людей из числа пленённых пехотинцев в контролируемом Омниусом «Синхронизированном мире», чтобы сделать их неокимеками — солдатами, которые могли лучше понимать человеческую стратегию и мыслительные процессы, чем машины.
Небольшая группа миров, объединённая в «Лигу Благородных», противостояла титанам и оставалась неподконтрольной машинам. Лига, дабы противостоять упорному желанию мыслящих машин поработить или уничтожить всё человечество, организует Батлерианский джихад — крестовый поход людей против машин, который длился столетие. Люди, в конечном счёте, победили, уничтожив Омниуса, титанов, неокимеков и все мыслящие машины. Все технологии, имеющие непосредственное отношение к мыслящим машинам, были запрещены. Появились новые организации, состоящие из людей, которые развили специальные навыки во время джихада, чтобы заменить и превосходить машинные технологии. Такими организациями стали Космическая гильдия, ментаты, Орден Бене Гессерит.

## Гхола
Гхола (англ. ghola) — клон, искусственное существо, которое выращивается в аксолотль-чане из генетического материала, полученного из клеток умершего существа в вымышленной вселенной Дюны, созданной Фрэнком Гербертом. Поначалу Тлейлаксу обладали монополией на эту технологию, но в поздних книгах Герберта этой технологией пользуются и Бене Гессерит.
Первый гхола, появляющийся в серии книг, — Хейт из «Мессии Дюны» — является перерождением Дункана Айдахо. Позднее гхол научились выращивать всего из нескольких клеток, как в случае с последующими гхолами Айдахо, которых потом поставляли Лето II в «Боге-императоре Дюны».
Тлейлаксу контролировали свои создания, вводя их в гипноз с помощью особого звука (зачастую это был гудящий или свистящий шум).

### Оригинальные серии
До событий романа «Мессия Дюны» гхолы были просто физическими копиями, не обладающих памятью своих оригиналов. Гхола Хейт был запрограммирован Тлейлаксу посредством гипноза, чтобы тот убил Императора Пола Атрейдеса. Попытка убийства провалилась, но Тлейлаксу надеялись, что стресс, полученный при попытке убить того, кого гхола сильно любил в предыдущей жизни, смог бы сломать ментальный барьер между сознанием гхолы и воспоминаниями оригинала. Хейт смог полностью восстановить память своего оригинала Дункана Айдахо. Тлейлаксу предложили Полу воскресить его возлюбленную Чани с целью взять его таким образом под свой контроль, но Пол отказался от этой затеи.
В романе «Бог-император Дюны» за своё 3500-летнее правление Лето Атрейдес II имел в качестве постоянных компаньонов целую серию гхол Дункана с восстановленной памятью оригинального Айдахо, но не памятью предыдущих гхол. Они были совершенными воплощениями, сделанными из нескольких клеток и создаваемыми по мере необходимости в течение 1-2 лет. В этом романе один из Дунканов вспоминал, как, будучи пустым гхолой, он должен был убить лицедея, который выдавал себя за отца Лето и друга Дункана, Пола. Психологический стресс разбудил память гхоле. 1500 лет спустя в романе «Еретики Дюны» (1984), когда Лето уже не было в живых, Орден Бене Гессерит стал основным покупателем гхол Дункана. Последний гхола восстановил память своего оригинала, как и его предшественник, но Преподобная мать Мурбелла  попыталась через сексуальное запечатление восстановить память всех предыдущих гхол. Позднее выяснилось, что Тлейлаксу смешали клетки, взятые у разных гхол Айдахо, чтобы сделать одного.
Хотя сильная психологическая травма, получаемая гхолой — это ключ к открытию памяти оригинала, для каждого гхолы необходимы определённые обстоятельства, чтобы достичь этого. Когда военный гений Майлз Тэг был убит лидером Бене Гессерит Дорви Отраде в «Еретиках Дюны», его гхола появился на свет в романе «Капитул Дюны» (1985) по требованию его родной дочери. Его прошлая память была восстановлена через сексуальное запечатление.
Открытие явления пробуждения памяти гхол влекло за собой серьёзные последствия для самих Тлейлаксу. Они впоследствии стали использовать технологию аксолотль-чанов и восстановления памяти для того, чтобы гарантировать себе бессмертие. Каждый мастер был воссоздан через свою смерть с восстановлением памяти, накапливая знания и опыт многих поколений, позволяющие строить планы на целые тысячелетия.

### Игры Дюны
Упоминания гхол есть в играх о Дюне. В компьютерной игре «Dune 2000» (1998) ментат Харконненов утверждал, что гхолы были клонированы из телек резервуаров, а в Emperor: Battle for Dune (2001) Дом Ордосов постоянно развёртывал своих собственных гхол для убийств и миссий, ведь гхолы очень эффективны в качестве инфильтраторов. Дом Ордосов планирует использовать гхолу недавно погибшего Императора Коррино, чтобы захватить трон Золотого льва, с экзекьютриксами как настоящими лидерами после так называемого «Императора-марионетки».

## Космические корабли

### Хай лайнеры

Хайлайнер и флот фрегатов.
Кадр из фильма «Дюна» (1984).

Хай лайнеры (англ. heighliner) — крупнейшие космические корабли, используемые для межзвёздных перелётов во вселенной Дюны, созданной Фрэнком Гербертом. Согласно сюжету произведений, эти корабли являются основными грузовыми судами в транспортной системе Космической гильдии. Огромные размеры хай лайнеров подразумевают крайне высокую стоимость и необходимость изготовления на орбите.

#### Оригинальные серии
Лето Атрейдес в романе «Дюна» говорит о хай лайнере следующее:
Хай лайнер воистину огромный. В небольшом уголке его трюма поместятся все наши фрегаты и транспорт, и это только лишь малая часть его судового манифеста.
В романе «Дюна» говорится, что для использования хай-лайнера требуется гильд-навигатор, который использует ограниченную форму прекогиции (предвидения), вызванный, возможно, меланжем, чтобы управлять кораблём на очень высоких скоростях при межзвёздных перелётах. Далее в романе говорится, что такие перелёты требуют как наличие двигателя Хольцмана, так и гильд-навигатора. Двигатель использовал эффект Хольцмана в гиперпространстве и позволял совершать мгновенные межзвёздные перелёты. Гильд-навигатору необходимо было найти безопасный путь в гиперпространстве, чтобы управлять кораблём. Гильд-навигаторы находились в огромных чанах, которые содержали жидкость с повышенным концентратом оранжевого спайс-газа.
При невозможности приземлиться, хай-лайнер переходит с места на место, паркуясь на планетарной орбите. Орбитальные паромы межпланетной станции загружают и выгружают хай-лайнеры. Существуют специальные законы, которые регулируют пребывание и путешествие на борту хай лайнера. Хай-лайнер считается нейтральной территорией, и за все боевые действия, которые произойдут за пределами хай лайнера, последует строгое наказание.

#### Приквелы
В приквел-трилогии «Легенды Дюны» (2002—2004) хай лайнеры были изобретены Нормой Ценвой во время Батлеарианского джихада. В романе «Прелюдия к Дюне» говорится, что в следующем тысячелетии корабли стали делать на планете Икс. Во время освобождения атрейдесами планеты Икс в приквеле «Дюна: Дом Коррино», хай лайнеры находились в пещерах под поверхностью планеты Икс, там же была и их верфь. В романе указывается, что хайлайнер может иметь длину более 20 км.

### Другие корабли
Флоты Космической гильдии включают в себя множество различных классов кораблей, таких как лихтеры, разведчики, мониторы, крашеры и десантные транспорты. Для перелётов между планетами и хайлайнером Великие дома используют фрегаты, которые также являются достаточно большими, чтобы состоять из множества комнат и отсеков.

## Эффект Хольцмана
Эффект Хольцмана (англ. Holtzman effect) — вымышленный научный феномен во вселенной Дюны, созданной Фрэнком Гербертом.
В соответствии с трилогией приквелов Легенды Дюны, написанных Брайаном Гербертом и Кевином Андерсоном, эффект Хольцмана назван в честь открывшего его учёного, Тио Хольцмана (хотя известно, что для многих применений своего открытия, Хольцман на самом деле использовал заслуги своего ассистента, Нормы Ценвы). Данный феномен не был подробно описан в книгах, но известно, что он использует окружающие субатомные поля энергии, делая возможными создание защитных силовых щитов, осуществление мгновенных космических перелётов и другие практические применения.
Эффект Хольцмана существует в разном количестве измерений. Нуль-мерный эффект Хольцмана практического использования не получил. Одномерный эффект используется для межзвёздной связи. Двухмерный применяется в силовых щитах. Трёхмерный эффект Хольцмана выполняет роль силовой подвески.
В разных книгах Фрэнк Герберт использовал различные написания названия феномена. Таким образом, в разных книгах оно может встречаться и как Хольцман (англ. Holtzman) и как Хольцманн (англ. Holtzmann) и как Холцманн (англ. Holzmann). Должно быть, автор делал это намеренно, судя по тому, что он часто менял написание терминов и собственных имён в событиях разделённых огромными промежутками времени, в которых разворачиваются события вселенной Дюны, таким образом, давая понять, что со временем меняются языки, цивилизации и культуры. Так, например, Арракис со временем становится Ракисом, а Гьеди Прайм сокращается до Гамму.

### Силовой щит
В мире Дюны широко используются силовые щиты — защитные поля, не пропускающие быстро движущиеся объекты. Кроме того, силовые щиты взаимодействуют с лучами лазера, производя «субатомный взрыв» на обоих концах луча, уничтожающий и стрелка, и обороняющегося. Силовой щит также привлекает песчаных червей.

### Пентащит
Пентащит (англ. Pentashield) — устройство для безопасности, изготовленное с помощью применения эффектов генератора силового поля. Пентащиты были предназначены для ограждённых областей, таких как двери или коридоры. Они использовали пять смежных циклически поляризованных полей. При использовании в проходах и туннелях, предназначенных для экстренного бегства, пентащиты позволяли проходить только людям, носящим закодированное скрывающее устройство («диссемблер»). Одно из названий пентащита — «барьер предусмотрительности», сокращённо «пред-барьер» или «пред-дверь». Большие размеры, сложность и объёмность, генератор силовых полей, которые применялись в изготовлении пентащитов, сделали их дорогими и относительно редкими.

## Иксианский зонд
Иксианский зонд (англ. Ixian probe) — вымышленное устройство во Вселенной Дюны Фрэнка Герберта, которое может улавливать мысли человека, будь то живого или мёртвого, с последующим их анализом. Иксианский зонд упомянут также и в Гербертовской «Еретики Дюны» (1984).
Как описано в «Еретиках Дюны», этот зонд является устройством для допросов иксианского производства, которое может быть использовано для прочтения мыслей человека, даже если он мёртв. Однако, вещество шэр (англ. shere) блокирует эффект зонда и будет защищать человека от него, даже если он уже мёртв. Что из себя представляет зонд, и как он работает, в книге не описано, но когда Майлз Тэг впервые увидел Т-зонд, то он подумал, что он иксианский. Т-зонд состоит из бленды с рядом электродов и его надевают на верхнюю часть лица. Основное отличие от иксианского зонда то, что против Т-зонда не действует эффект вещества шэр.

## Оружие

### Лазерное оружие
Лучемёт — вымышленное оружие направленной энергии, а именно — лазерное оружие, придуманный Фрэнком Гербертом во вселенной Дюны. В «Терминологии Империи» — глоссарий романа Дюна (1965), Герберт придерживается следующего определения:
Лучемёт — лазерный прожектор непрерывных волн. Его используют как оружие, действие которого ограниченно полем Хольцмана из-за взрывчатого вещества (технически, субатомная реакция), появляющийся, когда его луч пересекает поле.
Взаимодействие луча данного оружия с полем Хольцмана приводит к субатомной реакции и ядерному взрыву. Магнитуда этого взрыва — непредсказуема. Иногда он уничтожает только цели внутри поля и человека с оружием, а иногда взрыв может быть более мощным, чем атомик. Использование лучемётов в среде поля Хольцмана может привести к катастрофе, хотя в романе «Дюна» Дункан Айдахо преднамеренно сделал так, чтобы лучемёт и поле Хольцмана взаимодействовали между собой, чтобы обескуражить своих врагов. В романе «Бог-император Дюны» (1981) огонь лучемёта описан как «синие дуги», а в романе «Капитул Дюны» (1985) лучемёт представлен как «тяжёлый». Лучерез описан в романе «Дюна» как вариант лучемёта ближнего действия, применяется в основном как резак и хирургический скальпель.

### Холодное оружие
Из-за распространённости силовых щитов широко используется холодное и метательное оружие. Известен, например, «слинтип» — оружие для левой руки с коротким тонким клинком. Широко применяется станнер — метательное оружие, заряженное стрелой или иглой, выстреливаемой с относительно небольшой скоростью. Снаряд станнера мог быть отравлен, например, ядом элакка, лишающим жертву стремления к самосохранению и окрашивающего её кожу в оранжевый цвет. Для тайных убийств используется охотник-искатель: напоминающее иглу оружие, левитирующее на силовой подвеске и управляемое дистанционно. Фримены используют крис-ножи, изготавливаемые из зубов песчаных червей.

## Не-палата/Не-корабль

Не-корабль с обложки книги «Капитул Дюны» (1985).

Не-палата — вымышленная стелс-технология во «Вселенной Дюны» Фрэнка Герберта. Первоначально в англоязычной терминологии романа «Бог-император Дюны» (1981) эта технология называлась «no-room» («не-комната»). Эта конструкция могла скрывать что угодно внутри себя от прекогниции, а также обычных средств обнаружения, в том числе и просвечивания. Не-глобус (англ. no-globe) — это огромное сооружение из нескольких не-палат, а не-корабль — это та же не-палата, но только в виде звездолёта с достаточно ограниченным возможностями в межзвёздных перелётах без участия навигаторов гильдии.

### Оригинальная серия
В романе «Бог-император Дюны» Лето Атрейдес II пришёл к такому выводу, что новый иксианский посол — Хви Нори, была «рождена» в так называемой «не-комнате», которая уберегла её создание и воспитание от него самого. Хви была создана иксианцами из клеток друга Лето — Малки, но данная технология была полной противоположностью гхолам Тлейлаксу. «Не-комната» — усовершенствованное устройство иксианцев, специально созданное для Лето II, чтобы тот мог излагать свои мысли в рукописях и скрывать их от тех, кто обладает прекогницией.

## Орнитоптер
Летательный аппарат, приводимый в движение за счёт машущих крыльев, однако имеющий реактивные двигатели для взлёта. Используется на разных планетах, на Арракисе снабжается защитой от песка и пыли. Использовался в качестве транспорта и боевой машины. Вмещал до 7-9 человек. Мог быть снабжён силовым щитом(обычно на Арракисе этого не делали, в целях безопасности, ведь щит привлекает червей, хотя в фильме Дюна 2021 года есть сцена, в которой ракета попадет в орнитоптер с включенным щитом).

## Добыча пряности
Сбор пряности с поверхности Арракиса осуществляет комбайн-подборщик («харвестер»), огромная машина (не менее 120 метров в длину и 40 метров в ширину), на гусеничном ходу, напоминающая жука. Комбайн перемещается грузолётами от фабрики по очистки пряности до месторождения в пустыне. Также грузолёты эвакуируют комбайн в случае опасности появления червя. Комбайн сопровождается орнитоптерами и разведчиками на пескоходах, занимающимися обнаружением источников опасности и уничтожением премеланжевых карманов.

## Выживание на Арракисе

### Дистикомб

Фремены, одетые в дистикомбы, в фильме «Дюна» (1984).

Дистикомб (англ. stillsuit, от still и suit, буквально — дистилляционный костюм) — в вымышленной вселенной Дюны, созданной Фрэнком Гербертом, комбинезон, изобретённый Фременами, для того чтобы удерживать, перерабатывать и заново употреблять влагу тела в тяжёлых условиях пустыни на планете Арракис.
В словаре Дюны, Герберт даёт следующее определение:

ДИСТИКОМБ — обтягивающий комбинезон, изобретённый на Арракисе. Его тонкая, многослойная ткань предназначена для рассеяния тепла, а также фильтрации выделяющейся из тела воды. Переработанная комбинезоном вода собирается в специальных карманах и доступна для повторного употребления через трубку.

#### Катетер
Катетер (англ. Watertube) — широко распространённое фременское устройство для перемещения жидкостей. Примеры найденных на Ракисе катетеров говорят о высоком уровне развития технологии, который был достигнут Странниками Дзенсунни на последнем этапе их скитаний. Для выживания на Арракисе жизненно важно было предотвращать утечки и испарения воды, в особенности выделяемой человеческим телом, и простая, но изящная система, использованная фременами. Повсеместно использовались катетеры для передачи жидкостей, особенно дистиллированной воды, которую нужно было переместить из одного места в другое. Например, в дистикомбах для передачи воды ото рта к улавливающим карманам, и даже между анатомическими отверстиями тела и обрабатывающими отходы устройствами. Такие же трубки были встроены в улавливающие карманы диститентов. Хуануи (другое имя — Тихая смерть) использовал трубки в осушителях и между хранилищами воды и расходомерами. Эти же трубки использовались в потоковом расходомере и в переносных ветровых ловушках.
Сама же конструкция трубок была гораздо проще, чем их техническое описание. Материалом для тела трубок являлся пластик на основе меланжа, с добавками плиотила для достижения необходимой гибкости. Пластиковую массу сперва разогревали до жидкого состояния, а затем заливали в форму из пластали обычно от 10 до 15 см² в поперечнике и до 2-х метров в длину. В форме находились группы отверстий различного диаметра. С одной стороны надевалась крышка со штырьками разного диаметра подходящей длины. Крышка с другой стороны имела углубления, в которые эти штырьки вставлялись, что позволяло соблюдать равномерную толщину получаемых катетеров.
Полдюжины формочек, найденных в двух городах Ракиса, наводят на предположение, что стенки трубок могли варьироваться в зависимости от способа установки крышек. При этом не важно, как устанавливалась крышка, штыри всё равно проделывали нужное отверстие. Однако, при повороте крышки на одну четверть толщина, трубки изменялась. В результате, в зависимости от необходимости в трубках разной толщины и гибкости, их можно было получить, используя минимум комбинаций со стандартными заливочными формами. Однако, не существует достаточного количества примеров, чтобы подтвердить это предположение или то, что фремены могли менять крышки для получения практически любых вариантов трубок.

### Иные приспособления
Поверх дистикомба фремены надевали джуббу — плащ, одна из сторон которого отражала, а вторая поглощала тепло. Комплект устройств для выживания в пустыне получил название фремпакет. Палатка диститент позволяла выживать в пустыне и собирать конденсируемую влагу. Паракомпас использовался для ориентирования и использовал не магнитное поле, а аномалии Арракиса. Манок — кол с трещоткой, издававшей ритмичные звуки — позволял приманивать червей, а крюки Подателя использовались для перемещения на них. Краскомёт использовался для нанесения меток на песчаной поверхности. Сбор влаги в поселениях осуществлялся при помощи влагосборников, постоянно сохраняющих температуру ниже окружающей среды, и ветровых ловушек.
Фремены осуществляли закодированную связь на большие расстояния, используя дистранс — стенографическое устройство, которое делает «временный нейронный отпечаток» на нервной системе птицы и летучих мышей (сейлаго). Сообщение в виде отпечатка может передаваться в пределах обычного крика животного и, впоследствии, может быть прочитан другим дистрансом.

## Т-зонд
Т-зонд (англ. T-Probe) — вымышленное устройство во вселенной Дюны Фрэнка Герберта, используемое для перехвата мыслей человека (живого или мёртвого) для последующего анализа. Т-зонды появляются в романах Герберта «Еретики Дюны» (1984) и «Капитул Дюны» (1985), а также в сиквелах Брайна Герберта и Кевина Джей Андерсона «Охотники Дюны» (2006) и «Песчаные черви Дюны» (2007).
В «Еретиках Дюны» зонд описан как неиксианское устройство для допросов, принесённое Досточтимыми матронами из Рассеяния. Зонд прикрепляется к телу через серию «контактов медузы», размещённых вокруг черепа и на главных нервных центрах. Оператор может увеличить или уменьшить мощность подачи зонда, чтобы максимизировать эффект, когда как, в то же самое время, не происходит перегрузка нервной системы субъекта. Подвергаясь воздействию зонда, ментат Майлза Тега, размышляя, приходит к выводу, что он может не только «управлять своим телом, не имея мысленной части в своём поведении», но также «целый спектр его чувств могли быть перенесены в т-зонд и быть идентифицированы, и машина могла обнаружить след тех, кто сделал его копию». Зонд создаёт «цифровую структуру» человека, который может быть подвергнут влиянию и будет отвечать как, если бы это был человек. Также т-зонд виртуально вызывает невыносимую боль у живых субъектов. Вещество шэр только лишь напрямую препятствует т-зонду восстановить память (как это делает для иксианского зонда), но не может препятствовать другим особенностям зонда. Память и воспоминания можно предугадать по-прежнему только через модель, сконструированную зондом. Т-зонд воздействовал на мозг Майлза Тега, чтобы изменить его структуру, дав ему ловкость и удивительные способности в конце романа «Еретики Дюны». Умственные изменения у Майлза Тега продолжались даже после его перерождения в гхолу общества Тлейлаксу в «Капитуле Дюны».

## Сверхъестественный модуль

Пол Атрейдес (Кайл Маклахлен) использует «сверхъестественный модуль».
Кадр из фильма «Дюна» (1984).

Сверхъестественный модуль (англ. Weirding Module) — ультразвуковое оружие, впервые появившееся в фильме Дэвида Линча «Дюна», основанного на одноимённом романе 1965 года Фрэнка Герберта. В фильме модуль является оружием с ультразвуковым лучом, который преобразует определённые звуки в разрушительное воздействие переменной мощности. Это оружие использовали Дом Атрейдес, а позднее и фремены. В романе Пол Атрейдес и его мать Леди Джессика учат фременов боевому искусству Бене Гессерит, называемый как «сверхъестественный путь».
Режиссёр Дэвид Линч говорил, что ему не нравится идея «кунг-фу» на песчаных дюнах, и поэтому он решил адаптировать «сверхъестественный путь» к «сверхъестественному модулю». В романе Герберта фремены дают Полу фременское имя Муад’Диб как боевой клич, но уже в фильме Линча фремены были удивлены, что Муад’Диб — это мощный сигнал для сверхъестественного модуля.
Сверхъестественный модуль появляется в компьютерных играх «Dune» (1992) и «Emperor: Battle for Dune» (2001) также этот концепт был адаптирован в «соник-танк» (англ. sonic tank) для «Dune II» (1992), «Dune 2000» (1997) и «Emperor: Battle for Dune» (2001). В оригинальных романах не существует отсылок к этой технологии.

## Другие технологии
В серии романов «Дюна» Фрэнка Герберта есть и другие технически продвинутые устройства. В романе «Дюна» (1965) на пустынной планете Арракис существует серьёзная нехватка воды. Коренные жители планеты — фремены, используют один из видов воздушного колодца — ветряная ловушка (англ. windtrap), который конденсирует влагу из воздуха и накапливает её в резервуарах. Они также получали влагу из трупов, используя устройство под названием «дэтстил» (англ. deathstill). Ладонный затвор (англ. palm lock) — замок, привязанный к конкретной руке человека, солидо (англ. solido) — спроецированное трёхмерное изображение и ядоискатель (англ. poison snooper) — устройство, которое может выявлять вредные вещества, анализируя радиацию в «обонятельном спектре». В романе «Дюна» барон Владимир Харконнен использует конус молчания (англ. cone of silence) — звукоизоляционное поле, предназначенное для обеспечения конфиденциальности, хотя и не в состоянии скрыть движение губ говорящих. В романе «Еретики Дюны» (1984) Герберт упоминает иксианский демпфер, подобный портативному устройству, описанный как «чёрный диск», который поддерживается в воздухе благодаря суспензору. Иксианский дампфер скрывает ото всех без использования кодирующего ретранслятора и проецирует искажения, которые скрывают точные движения губ и звуки голосов.
Герберт также упоминает и другие безымянные технологии в серии «Дюны». В романе «Дюна» Преподобная мать Бене Гессерит Гая Елена Мохиам испытывает молодого Пола Атрейдеса, используя куб, причиняющий боль посредством «нервной индукции». Куб описывается как зелёный и металлический, стороны которого равны 15 см, одна из сторон которого открывает черноту, настолько тёмную, что туда даже не проникает свет. Пол был вынужден положить руку в этот куб и не мог её вытащить до тех пор, пока ему это не разрешила сделать Мохиам. Сначала Пол почувствовал холод, покалывание, а потом зуд, за которым последовало «лёгкое жжение», которое вскоре переросло в агонию, где плоть и кожа полностью сгорели, и остались лишь обугленные кости. Когда боль прекратилась, и он высунул руку из куба, то она была цела и невредима. Впоследствии, в «Еретиках Дюны», это устройство стало упоминаться как «куб агонии» (англ. agony box) и использоваться для допросов.
В романе «Бог-император Дюны» (1981) Монео Атрейдес использует «мемокодер» (англ. memocoder) — небольшое переносное устройство, монотонно-чёрный иксаинский артефакт, чьё существование запрещено Батлерианским джихадом. В том же романе, Преподобная мать Бене Гессерит Тертиус Эйлин Антеак пишет в сообщении к Ордену сестёр:
На коленях у Антеак лежал небольшой чёрный квадрат, стороны которого равны 10 мм, а толщина — 3 мм. Она писала на квадрате блестящей иглой слово на слове, все из которых были поглощены квадратом. Полное сообщение могло быть отпечатано на нервных рецепторах глаз служителя-посланника, которое было скрыто до тех пор, пока оно не было бы воспроизведено в Капитуле.
В «Еретиках Дюны» Преподобная мать Люсиллья признаёт устройство под названием «гипнобонг» (англ. hypnobong) в использовании на открытом пространстве, наблюдая, как человек наклоняется к вогнутому резервуару, а потом подымает к лицу «с содраганием, слегка пошатываясь, его глаза остекленели». Она отмечает, что устройство запрещено во многих цивилизованных мирах.